# Каміна Джонсон-Сміт
Пані Каміна Джонсон-Сміт — адвокат і політик Ямайки. Член Партії праці Ямайки, вона в даний час є міністром закордонних справ та зовнішньої торгівлі Ямайки у другому кабінеті Ендрю Голнеса. З 2012 року Джонсон-Сміт є також членом сенату Ямайки.

## Життєпис
Народилася в Сент-Ендрю, Ямайка, Джонсон-Сміт — одна з чотирьох дітей колишнього дипломата Ентоні Джонсона, та його дружини Джейсон Сміт. Вона отримала дипломи магістра права в Лондонській школі економіки, бакалавра права в Університеті Вест-Індії та бакалавра мистецтв міжнародних відносин в Університеті Вест-Індії.
У грудні 2009 року вона була призначена сенатором та сенатором опозиції з січня 2012 року. Вона брала участь у дебатах, у тому числі щодо заборони тілесних покарань у школі.
У вересні 2014 року вона заявила, що залишає свою посаду генерального секретаря Кабельних та бездротових комунікацій Ямайки (LIME), посаду, яку обіймала з 2011 року. безпека Інтернету для дітей. Потім вона відкриває власну юридичну фірму.
У лютому 2015 року вона була призначена речником уряду з питань освіти та молоді.
7 березня 2016 року Каміна Джонсон Сміт призначена міністром закордонних справ Ямайки.
У вересні 2016 року Каміна Джонсон Сміт оголосила про створення платформи для об’єднання ямайської діаспори.
У січні 2019 року Каміна Джонсон Сміт оголосила про рішення уряду Ямайки відкликати 49 % акцій спільного підприємства Petrojam після санкцій, введених владою США щодо Венесуели. У березні 2019 року вона підписала договір після Брексіту між Ямайкою та Великою Британією. У квітні 2019 року вона заявила, що уряд Ямайки не визнає Хуана Гуайдо президентом Венесуели.